# Грайсдорф
Грайсдорф (нем. Greisdorf) — коммуна (нем. Gemeinde) в Австрии, в федеральной земле Штирия. 
Входит в состав округа Дойчландсберг.  Население составляет 1029 человек (на 31 декабря 2005 года). Занимает площадь 26,32 км². Официальный код  —  6 03 10.

## Политическая ситуация
Бургомистр коммуны — Герхард Эгер (АНП) по результатам выборов 2005 года.
Совет представителей коммуны (нем. Gemeinderat) состоит из 15 мест.
- АНП занимает 10 мест.
- СДПА занимает 5 мест.